# Parti socialiste révolutionnaire (Portugal)

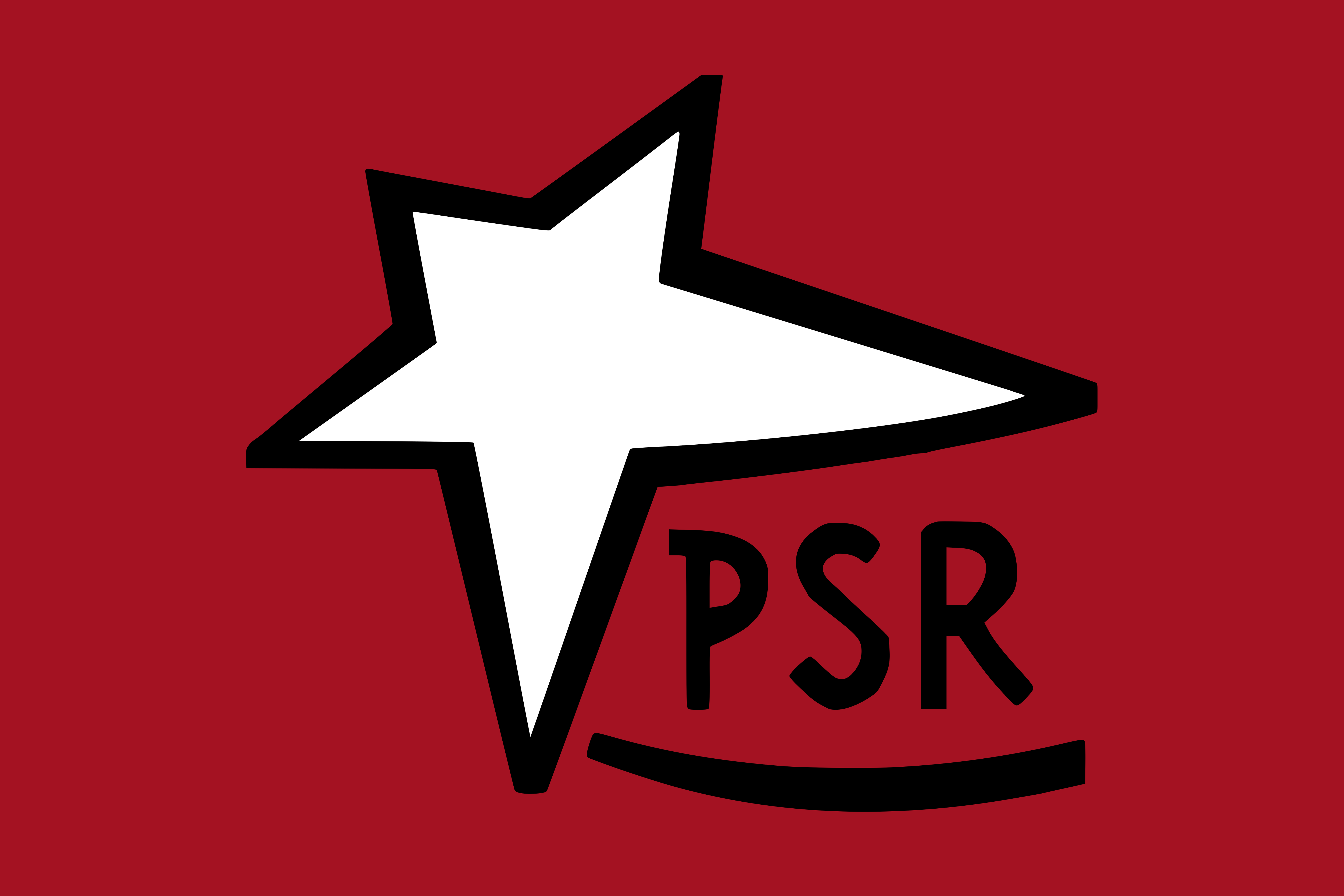
Drapeau du Parti socialiste révolutionnaire.

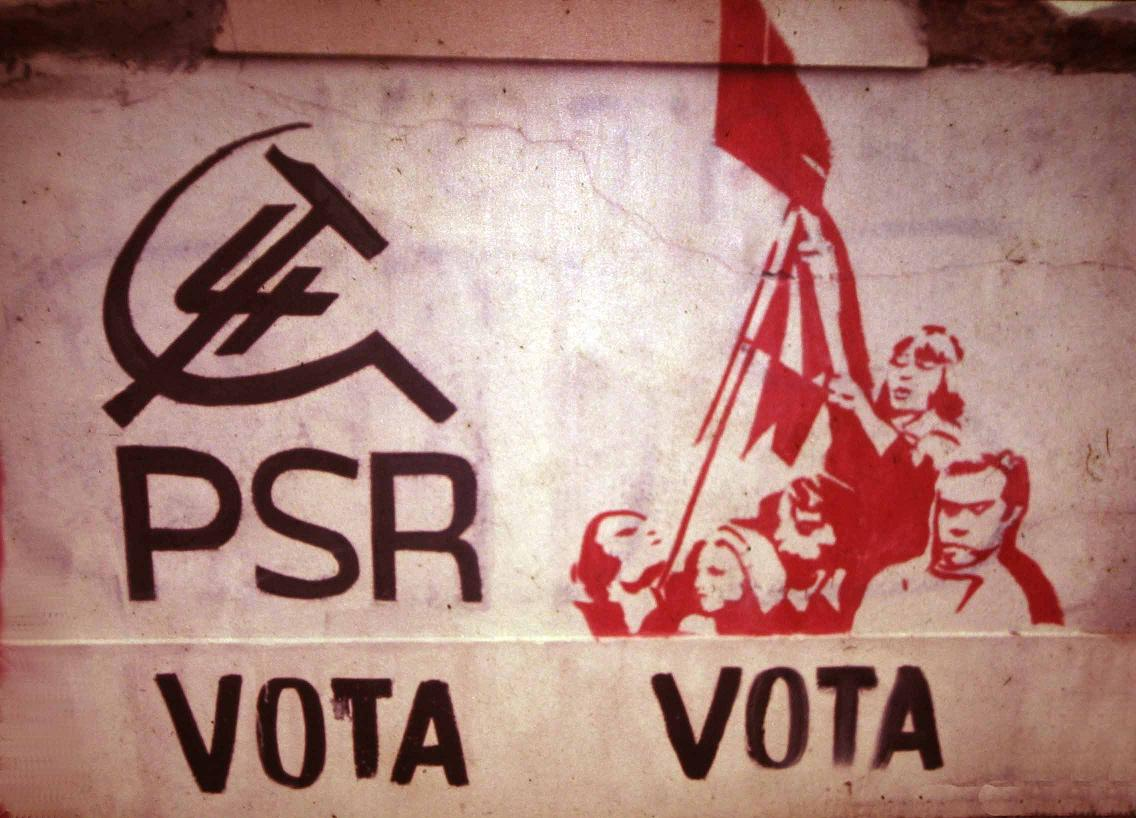
Un pochoir appelant à voter pour le PSR.

Le Parti socialiste révolutionnaire (PSR, en portugais Partido Socialista Revolucionário)  était un parti politique portugais de gauche fondé en 1978.
D'idéologie trotskiste, il était la section portugaise de la Quatrième Internationale - Secrétariat unifié.

## Histoire
En 1978 deux partis trotskistes portugais, la Ligue communiste internationaliste (Liga Comunista Internacionalista, fondée en 1973) et le Parti révolutionnaire des travailleurs (Partido Revolucionário dos Trabalhadores, fondé en 1975), fusionnent lors d’un Congrès d’unification pour donner naissance au Parti socialiste révolutionnaire (Partido Socialista Revolucionário, PSR). Dès sa fondation, le PSR est reconnue par la Quatrième Internationale - Secrétariat unifié comme étant sa section portugaise.
La nouvelle organisation se dote dès sa première année d’un journal intitulé Combate Operário (Combat ouvrier).
Le 2 avril 1979, le PSR est officiellement enregistré auprès de la Cour Suprême de Justice du Portugal.
Le PSR présente des candidats aux élections législatives de 1979 et obtient 36 978 voix soit 0,62 % des suffrages. Ces résultats ne lui permettent pas d’obtenir des élus.
En 1980 le PSR participe de nouveau aux élections législatives. S'il n'a toujours pas d'élus, il voit néanmoins son score s'améliorer sensiblement puisqu'il obtient cette fois 60 496 voix soit 1 % des suffrages.
Pour les élections de 1983, le PSR décide de faire liste commune avec l'Union démocratique populaire (UDP), une organisation maoïste. Les résultats de cette alliance sont désastreux puisque la liste PSR-UDP ne totalise que 25 222 voix soit 0,4 % des suffrages.
Après une période de reflux, le PSR se réorganise en 1985 et entame alors une période de croissance. Il lance des campagnes axées sur l'antiracisme et l'antimilitarisme et cible en particulier la jeunesse. En 1987, une nouvelle formule est adoptée pour le journal du parti qui change de nom et devient Combate (Combat).
Cette nouvelle dynamique se traduit par un léger progrès sur le plan des résultats électoraux après l'échec de la liste commune avec l’UDP. Aux élections législatives de 1985 et 1987 le PSR obtient autour de 0,6 % des voix, aux élections européennes de 1989 il obtient 0,77 % des voix et aux élections législatives de 1991 il atteint 1,12 %.
En 1999, le PSR s'unit à l'UDP et à Política XXI pour former le Bloc de gauche (Bloco de Esquerda, BE). Le BE totalise 132 333 voix (2,44 % des suffrages) aux élections législatives de 1999. En 2002 le BE parvient à obtenir 3 députés alors que le PSR seul n'avait jamais réussi à obtenir d'élu parlementaire. Les élections de 2005 marquent une nouvelle étape dans la progression électorale du BE avec 6,38 % des voix et 8 élus.
Ces bons résultats poussent les fondateurs du BE à structurer celui-ci en parti politique à part entière. Francisco Louçã, leader du PSR, est désigné comme porte-parole du BE.
En 2006 le PSR choisit de se dissoudre pour se transformer en courant interne du BE sous le nom d’Association Politique Socialiste Révolutionnaire (Associação Política Socialista Revolucionária, APSR). La dissolution du PSR est officiellement enregistrée auprès du Tribunal Constitutionnel en 2008.
En 2013, le XIXe Congrès de l'APSR a approuvé sa extinction. La majorité a décidé de rejoindre la tendance interne de BE appelée le socialisme, tandis qu'une minorité rejoindra d'autres membres de BE formant la plate-forme anticapitaliste,.